# Ploaré
 (décembre 2023).
Ploaré est une ancienne commune et paroisse du Finistère rattachée à celle de Douarnenez en 1945.

## Géographie
Le bourg est situé à un peu plus de 500 m de la côte, sur un plateau : c'est là une caractéristique commune à de nombreuses communes littorales bretonnes. Selon Bourde de La Rogerie, c'est probablement par crainte des pirates saxons que les premiers émigrants bretons fixèrent le centre de leurs plous à l'intérieur des terres.

## Histoire

### Étymologie
Le nom de Ploaré provient de Plou- ("paroisse" en breton) et Erlé (probablement saint Herlé, un saint inconnu par ailleurs). 

### Antiquité
Les salaisons des Plomarc'h se trouvaient sur le territoire de Ploaré, qui était aussi traversé par la voie romaine venant de Vorgium (Carhaix) qui longeait le bois de Névet en Plogonnec, traversait Le Juch avant de parvenir à Douarnenez.

### Époque moderne
La paroisse primitive s'étendait sur un vaste territoire qui comprenait Douarnenez mais aussi les communes actuelles du Juch et de Gourlizon, qui étaient des trèves de Ploaré.
L'église actuelle de Ploaré date de 1548, mais elle a été précédée par d'autres, et elle a été remaniée par la suite, agrandie notamment en raison de la croissance de la population. La richesse du maître-autel et les retables des autels latéraux témoignent d'une économie alors florissante.

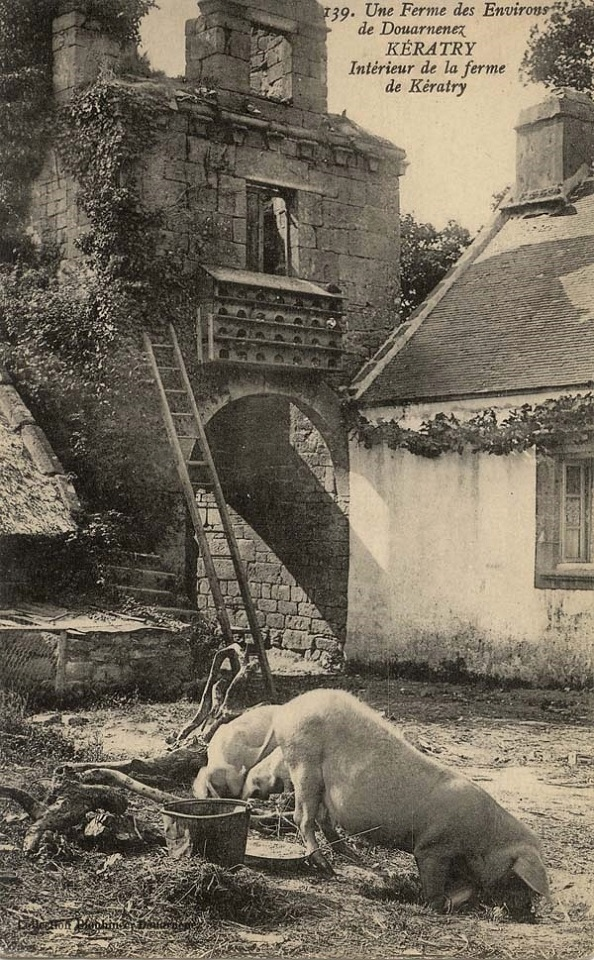
Les restes du manoir de Keratry vers 1930.

La seigneurie de Coëtanezre se trouvait initialement à Ploaré et s'étendait sur Ploaré et Pouldergat. Les Coëtanezre sont cités aux réformations de 1426 et 1536 et à la montre de 1576 comme étant aussi seigneurs de Lézergué (en Ergué-Gabéric), de Pratmaria (en Ergué-Armel) et du Granec (en Landeleau). Ils possédaient aussi dès le début du XVe siècle le manoir des Salles (en Kerfeunteun).
Une autre famille noble était celle des Keratry, dont le membre le plus ancien connu est Christophe de Keratry, né vers 1475, sieur de Keratry et Keralguen, écuyer ; son fils François de Keratry (né vers 1500), son petit-fils Jean de Keratry (né vers 1525), son arrière-petit-fils Henry de Keratry (né vers 1550) et le fils de ce dernier Henry de Keratry (né vers 1575) sont également connus. Un des fils de ce dernier François de Keratry, né le 20 février 1640 au Juch, fut à son tour seigneur de Keratry, ainsi que son fils Jacques de Keratry. Le fils de ce dernier Julien de Keratry fut président élu de la noblesse aux États de Bretagne en 1766. Son fils Auguste Hilarion de Kératry, comte de Keratry, fut député du Finistère et pair de France et le fils de ce dernier Émile de Kératry fut aussi député du Finistère. En 1930, Louis Le Guennec écrit que « du manoir de Keratry, il ne subsiste que la porte encapuchonnée de lierre ».
« Ploaré, au temps jadis, était le doyenné de l'endroit. Douarnenez n'en formait qu'une trève, où une seule chapelle existait sous le vocable de Sainte-Hélène. Les fonctionnaires royaux dépendaient de Ploaré, nonobstant que le port de Douarnenez eût déjà un commerce important ».
En 1658, le père Julien Maunoir prêcha une mission à Ploaré.
En 1759, une ordonnance de Louis XV ordonne à la paroisse de Plouaray-Douarnenès [Ploaré-Douarnenez] de fournir 36 hommes et de payer 236 livres pour « la dépense annuelle de la garde-côte de Bretagne ».

### Révolution française
La paroisse de Ploaré et ses trèves du Juch et de Goulizon, qui comprenaient alors 360 feux, élurent quatre délégués : François Le Menn (de Kerstrat), Jean Le Castrec (du Cosquer), Jean Le Cœur (du bourg de Gourlizon), Jean Hémon (de Kermenguy), pour les représenter à l'assemblée du tiers-état de la sénéchaussée de Quimper au printemps 1789. Le cahier de doléances de la paroisse de Ploaré, qui concerne aussi ses trèves de Gourlizon et Le Juch, fut rédigé le 7 avril 1789 en la chapelle Sainte-Hélène de Douarnenez ; de trois cents à quatre cents paroissiens participèrent à la réunion, demandant notamment « que la religion catholique (...) soit la seule observée en France », « que toutes les corvées tant publiques que territoriales soient abolies », « que les boissons en général, telles que vin, eau de vie, et autres liqueurs, seront délivrés aux laboureurs, et autres du tiers-état aux mêmes prix qu'au clergé et aux nobles ».
La loi du 12 septembre 1791 « relative à la circonscription des paroisses du district de Pont-Croix » donne à la paroisse de Ploaré comme succursales Le Juch et Douarnenez.

### LeXIXesiècle
René-Théophile Laennec passa les dernières années de sa vie, à partir de 1820, à Kerlouarnec en Ploaré où il mourut le 13 mars 1826 et fut enterré dans le cimetière de Ploaré.

#### Les épidémies
Une épidémie de dysenterie avait sévi à Ploaré en 1854, frappant la moitié de la population et faisant « une victime pour sept malades ». Les Mémoires de l'Académie de médecine décrivent alors ainsi la commune « La petite commune de Ploaré ne compte que 20 à 30 maisons, petites, basses, obscures, mal closes ; cette localité, par sa position sur un monticule très élevé, est exposée aux vents de l'ouest et surtout du nord-ouest, qui règnent pendant une grande partie de l'année. Les conditions hygiéniques n'y diffèrent pas de celles que l'on rencontre dans las autres parties du littoral du Finistère, à savoir : aération très imparfaite des habitations, nourriture grossière insuffisante, abus de l'eau-de-vie, vêtements impropres à protéger le corps contre les intempéries des saisons, travail pénible, excessif et irrégulier ».
L'épidémie de choléra de 1849-1850 fit 60 victimes et celle de 1885-1886 dix victimes à Ploaré. Une épidémie de diphtérie sévit à Ploaré entre le 29 novembre 1897 et le 6 juin 1898 : elle fit 13 malades et provoqua 4 décès.
Entre le 30 août 1893 et le 1er mai 1894, le canton de Douarnenez enregistra 172 cas de choléra (dont 99 décès), dont 4 cas (2 décès) pour la seule commune de Ploaré

#### Les costumes traditionnels

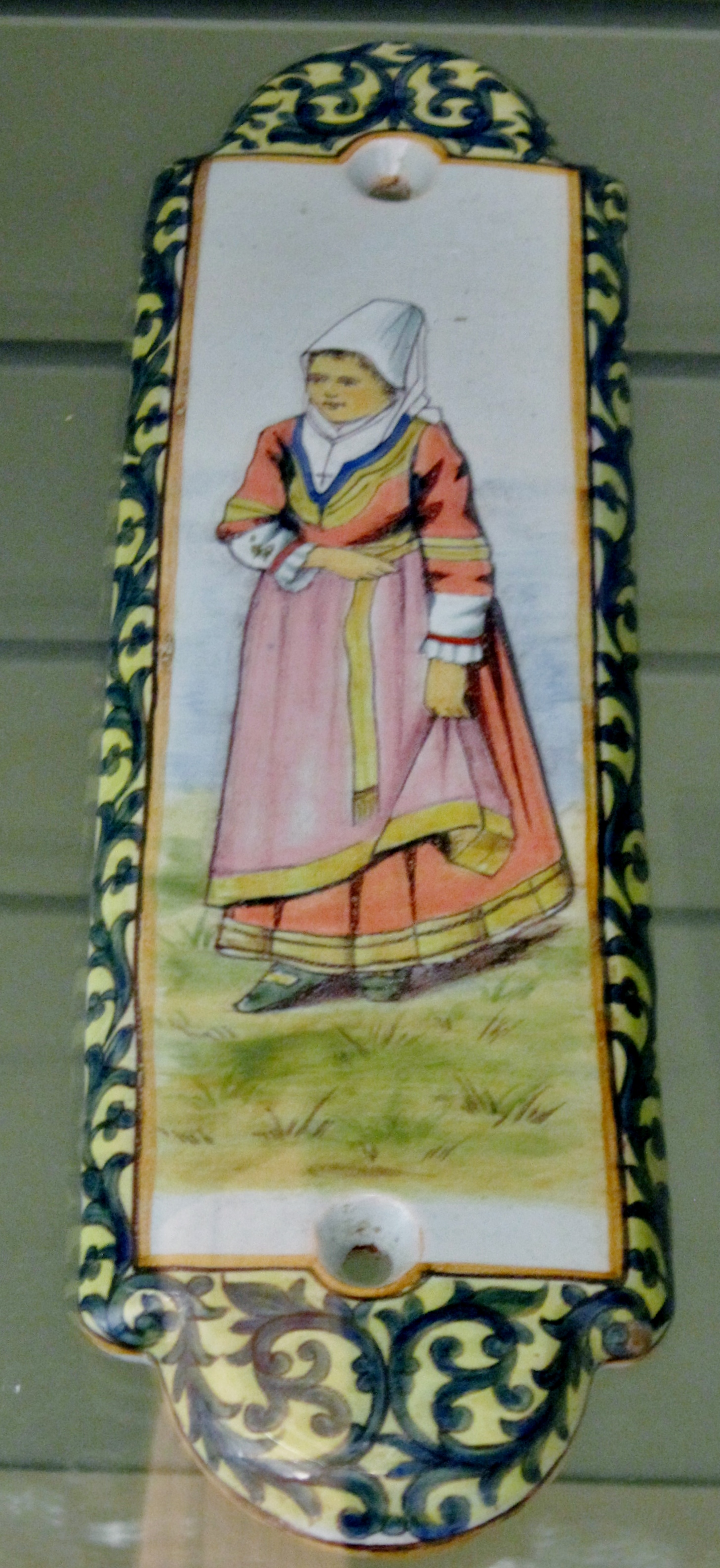
Plaque de propreté représentant une mariée de Ploaré (faïence Porquier-Beau, vers 1880 Musée départemental breton Quimper).

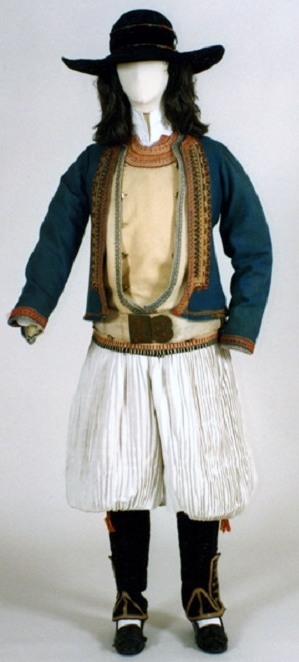
Marié de Ploaré vers 1850 (Musée départemental breton, Quimper)

Le costume du 19ème siècle des hommes de Ploaré est ainsi décrit par Albert Racinet : « Veste et gilet de drap, passementés en bordure. Ceinture de soie, braies larges en drap rayé descendant jusqu'en dessous des genoux ; guêtres en drap, frangées de laines de couleur mélangées vers le haut. Chapeau en feutre avec ruban de soie brodé en couleurs. Barbe entière, chevelure très longue ». « Le gilet se porte croisé le dimanche, en changeant le côté exposé à la vue pour prendre le plus orné ». Mme Laënnec se plaisait à rappeler que son mari « chaque dimanche assistait à la grand'messe de Ploaré, avec la même régularité que les beaux paysans aux larges braies et à la longue chevelure ».
La tenue des riches mariée de Ploaré est décrite par le même auteur : « Coiffe de dentelle ou de tulle brodé laissant voir les cheveux, selon la coutume ; col de toile de coton largement tuyauté ; attenant aux brides de la coiffe, un ornement brodé d'or retombant sur l'hirviz (chemise) ; corsage et jupe de drap rouge, agrémentés de galons brodés d'or ; tavanger (tablier de pardon) en soie à couleur changeante, également entouré de galons d'une richesse particulière au pays ; chaussures de drap souvent brodés de soieries éclatantes ». Le costume est encore très influencé parla mode de Quimper , notamment par l'usage de la coiffe borlédenn de cérémonie qui remplace la penn-sardin du quotidien. Armel Beaufils a sculpté une Jeune fille de Ploaré en 1921.

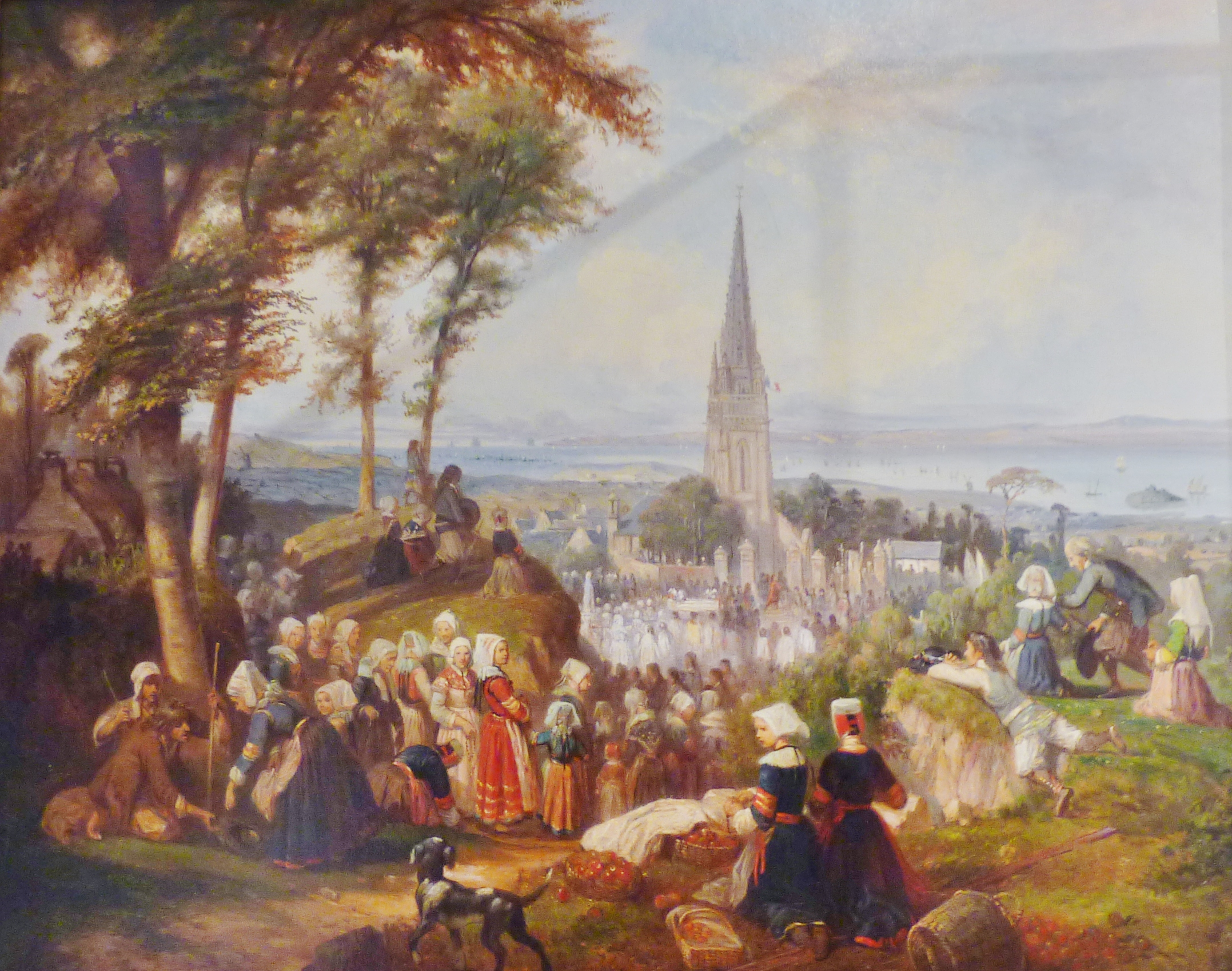
Louis Caradec : Pardon à Ploaré (vers 1850, Musée départemental breton).
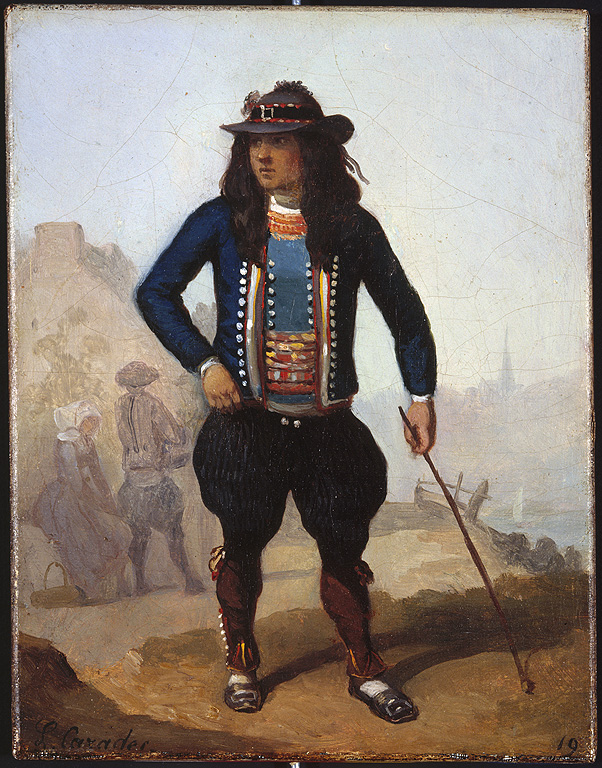
Louis Caradec ː Breton de Ploaré en costume de fête (Musée de Bretagne).
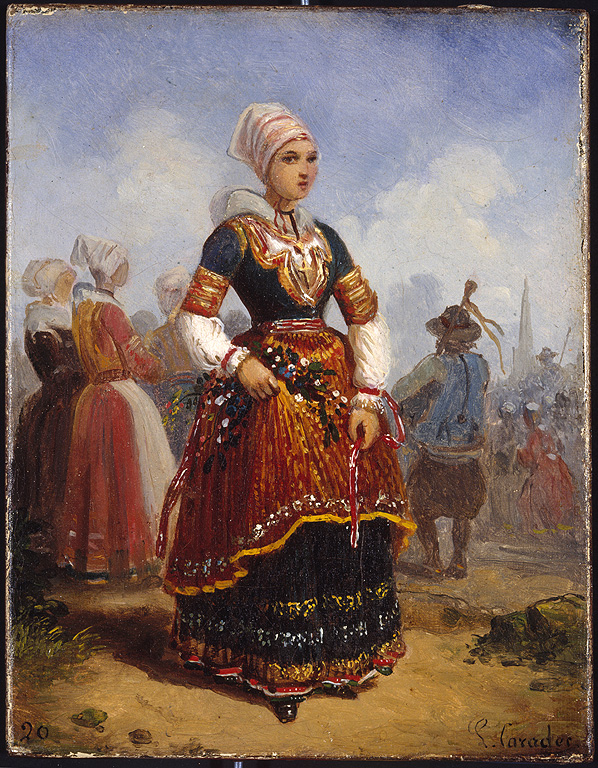
Louis Caradec ː Femme de Ploaré en costume de fête (Musée de Bretagne).
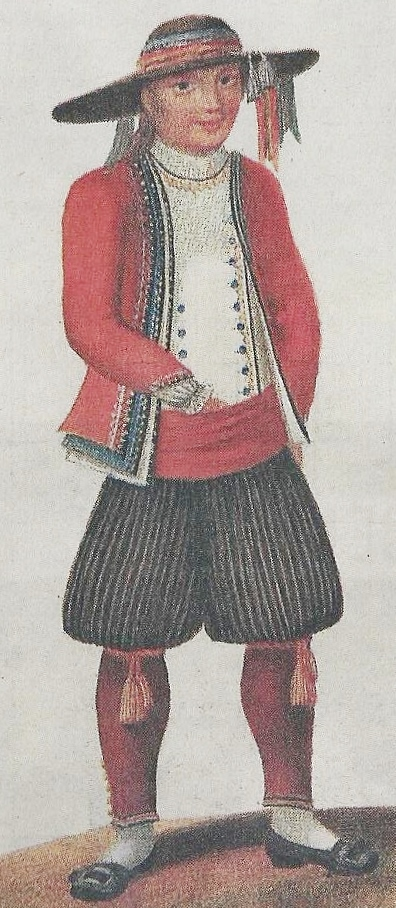
Marié de Ploaré (dessin édité par Pierre Henri Charpentier, 1825).Musée départemental breton, Quimper)
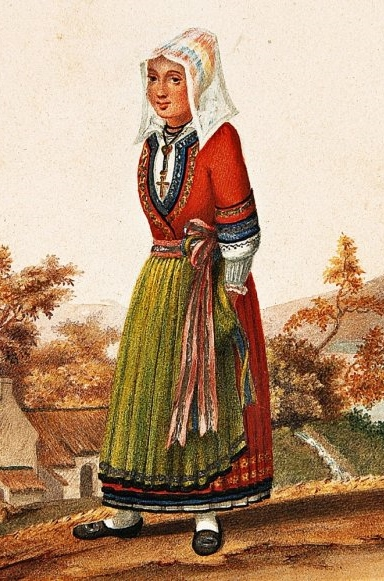
Mariée de Ploaré (dessin édité par  Pierre Henri Charpentier, 1825).Musée départemental breton, Quimper)

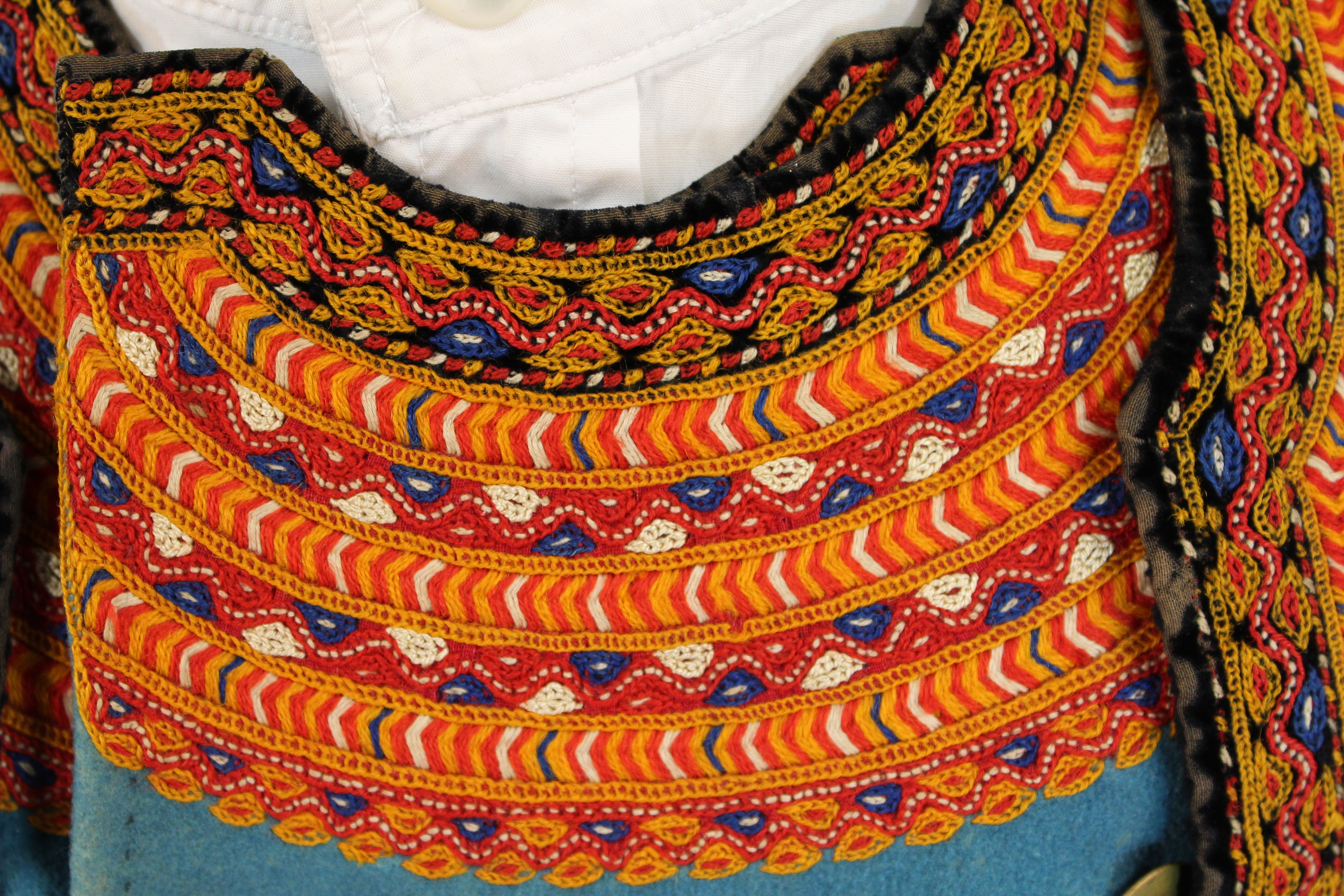
Plastron orné de broderies à la mode de Ploaré, début 20ème ; coll. Particulière

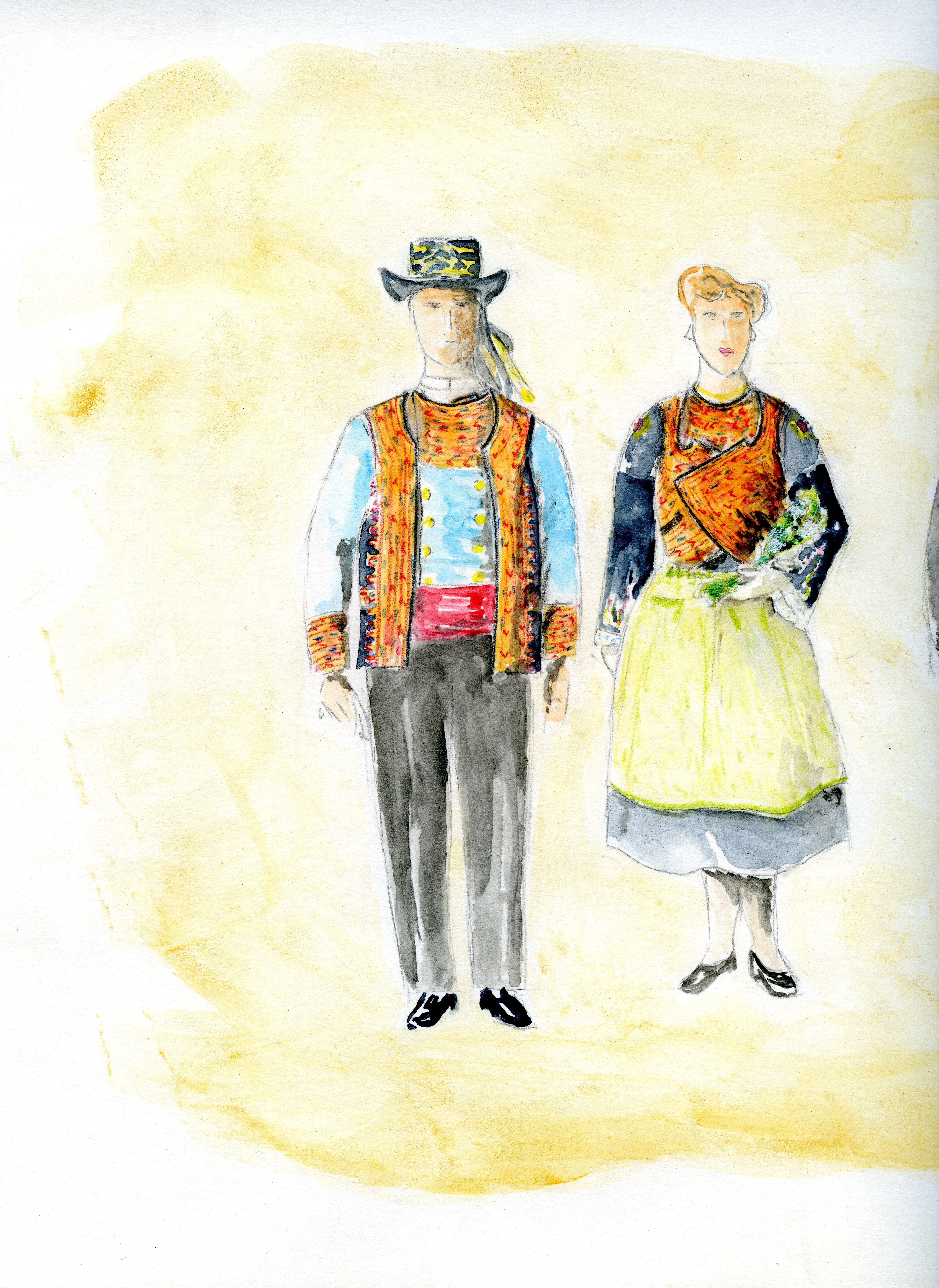
Mariés aisés de Ploaré vers 1930. La discrète coiffe penn-sardin se dissimule derrière l'imposante chevelure.

Se déguiser en "petit paysan breton de Ploaré" faisait partie des mascarades enfantines à la mode dans la bonne société parisienne dans les années 1880.

#### La démission d'une partie des membres du Conseil municipal en 1893
L'instituteur public de Ploaré, qui avait été condamné à une amende et à des dommages-intérêts pour avoir insulté le vicaire de la paroisse, fut révoqué de ses fonctions de secrétaire de mairie par le maire (mais maintenu dans ses fonctions d'instituteur par l'inspecteur d'académie). Le 24 septembre 1893, onze membres du Conseil municipal donnèrent leur démission dans une lettre adressée au Préfet du Finistère, mais quatre conseillers municipaux lui écrivirent quelques jours plus tard pour se plaindre que leur signature a été extorquée par le maire (ils croyaient signer une simple pétition). l'affaire se termina devant le Conseil d'État qui maintint la validité de la démission. De nouvelles élections municipales furent organisées le 5 novembre 1893.

#### Description de Ploaré vers 1890

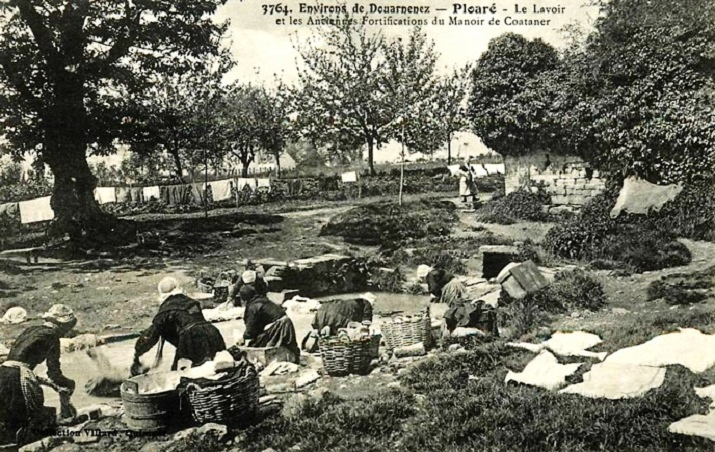
Le lavoir de Ploaré (aux Plomarc'h) et les anciennes fortifications du manoir de Coataner

Jules Breton a décrit ainsi Ploaré dans un texte paru en 1893 :

« Ploaré est un assez important village, qui continue Douarnenez sur la hauteur, le long de la route de Quimper. Le pays y est superbe : des bois de pins maritimes très hauts, mêlés de hêtres, où bondissent les écureuils ; des chênes très tourmentés, des châtaigniers dont quelques-uns énormes (...), avec çà et là quelque ferme de granit au toit de chaume, noyée dans son fumier ; puis des landes aux bruyères roses, aux ajoncs d'or ; un vallon d'une gaieté sauvage, son petit ruisseau et son moulin perdus dans mille broussailles fleuries ; plis loin des prairies, des seigles, des sarrasins neigeux ; de magnifiques allées toujours ombreuses que traversent des troupeaux de petites vaches et de porcs majestueux ; où enfin cheminent, les jours de marché, de nombreux groupes de paysans dont souvent la marche décrit de capricieux festons. (...) Quoique grande, l'église est trop petite : les fidèles qu'elle ne peut contenir s'agenouillent sous le porche, sous les arbres ou le long des saintes murailles où des fanatiques, les bras en croix, se collent comme des bas-reliefs, tandis que d'autres se prosternent le front au granit, le chapelet aux doigts, les traits perdus dans des flots de cheveux épars. Les moins pieux s'assoient sur le mur d'enceinte. À l'entrée, dans la rue, un aveugle à genoux (...) s'appuyait d'une main sur son bâton et, de l'autre, le bras allongé, tendait d'un geste suppliant son vieux chapeau de feutre usé (...) Au milieu de l'enclos où nous sommes assis, des fidèles dorment, allongés dans l'herbe, la tête sur leur chapeau en guise d'oreiller ; ils cuvent leurs libations trop matinales, sans éveiller la moindre attention (...) La misère et le manque d'hygiène de plusieurs générations ont amené d'assez étranges difformités (...) »

#### La scission du Juch
Le Juch était une section de Ploaré, ainsi qu'une paroisse, mais ne devint une commune indépendante, séparée de Ploaré, qu'en 1899.

### LeXXesiècle

#### Les tensions politico-religieuses au début duXXesiècle
Le samedi 16 août 1902, après avoir fait de même à Douarnenez, les forces de l'ordre vinrent, en vertu de la loi sur les congrégations du 1er janvier 1901, expulser de force les religieuses de la congrégation des Filles du Saint-Esprit qui enseignaient dans l'école privée catholique de Ploaré :

« Trois commissaires dirigeaient les opérations (...) Trois compagnies d'infanterie et dix brigades de gendarmerie étaient présentes. À l'arrivée des commissaires, la foule crie : « Vivent les Sœurs! Vive la liberté ! ». L'un d'eux fait les trois sommations d'usage, auxquelles répondent de formidables clameurs. La gendarmerie refoule alors les manifestants et parvient à la porte de l'école. Ordre est donné au serrurier (...) d'enfoncer la porte de la cour. Mais ce travail devient infructueux car les manifestants ont accumulé plus d'un mètre cube de terre derrière la porte. (...) Devant l'impossibilité de se frayer un passage par la porte, un gendarme s'avance près du mur, fait la courte échelle et M. Alain Thomazi escalade la clôture et pénètre dans la cour, suivi de ses deux collègues. La manifestation reprend de plus belle. (...) Tout à coup un paysan crie : « Attention aux abeilles ! ». Une ruche était en effet placée au milieu de la cour. Voyant le danger, M. Alain Thomazi se précipite et donne un vigoureux coup de pied dans la ruche, qui va tomber au milieu des manifestants. Le commissaire profite de cette circonstance inattendue pour faire défoncer la porte de l'école. Au bout d'une demi-heure, les agents du gouvernement pénètrent à l'intérieur de l'établissement et donnent notification aux Sœurs du décret de fermeture. Au dehors les cris continuent. Les quatre religieuses quittent l'école au milieu des cris unanimes de : « Vivent les Sœurs ! Vive la liberté ! » et se rendent à l'église. Elles ont été ensuite recueillies chez les habitants. »

En novembre 1903, la municipalité de Ploaré fut condamnée à la suite de la mise à sac de l'usine Masson de Douarnenez le 14 juillet 1902 car le cortège des syndiqués était parti de la salle Lozach, située à Ploaré, et la municipalité fut accusée de négligence.

#### La Première guerre mondiale
Un soldat originaire de Ploaré, Pierre Prigent, soldat au 318e régiment d'infanterie, fut fusillé pour l'exemple le 2 octobre 1914 à Jaulzy (Oise) pour « abandon de poste par mutilation volontaire ».
122 soldats originaires de Ploaré sont morts pour la France pendant la Première guerre mondiale.

#### L'Entre-deux-guerres

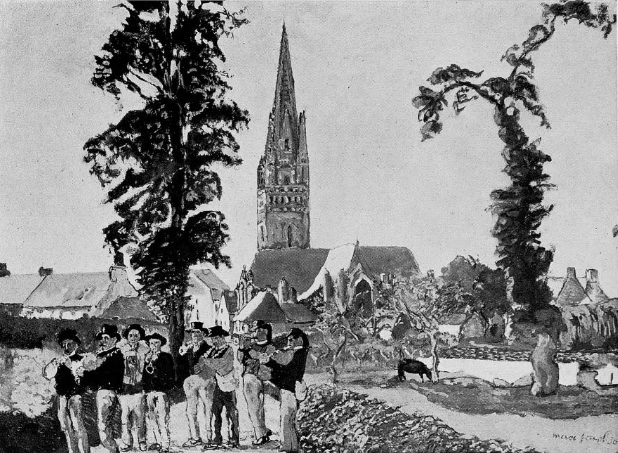
Max Jacob : Le clocher de Ploaré (gouache)

En 1922, le Stade Xavier-Trellu est inauguré à la Sainte-Croix. À l'époque, il y a le terrain de football sans aucune tribune et deux terrains de tennis.
Le 19 août 1926, une grande cérémonie présidée par Mgr Duparc, évêque de Quimper et de Léon, fut organisée pour le centenaire de la mort de Laënnec. Le 14 septembre 1934, une exhumation des restes du célèbre médecin et de son épouse eurent lieu ; ces restes furent placés dans un caveau cimenté du cimetière de Ploaré.
Hippolyte Guillou, patron du canot de sauvetage de Douarnenez, reçut en février 1927 la Légion d'honneur pour « ses 54 sorties [en mer] au cours desquelles 129 personnes furent sauvées ».
Une nouvelle mairie, ainsi qu'un nouveau groupe scolaire, sont construits à Ploaré en 1936.

## Politique et administration[34]
| Période                                  | Période | Identité                     | Étiquette | Qualité                                                                                              |
| ---------------------------------------- | ------- | ---------------------------- | --------- | --- |
| 1794                                     |         | François Le Men              |           | |
| 1800                                     | 1807    | Yves Kernaléguen             |           | Cultivateur.                                                                                         |
| 1808                                     | 1809    | Yves-René Chardel            |           | Négociant. Nommé par le gouvernement impérial                                                        |
| 1810                                     | 1817    | Fidèle Marie Halna du Fretay |           | Nommé par le gouvernement impérial. Il fut par la suite maire de Plonévez-Porzay entre 1844 et 1848. |
| 1817                                     | 1830    | Aimé Halna du Fretay         |           | Frère de Fidèle Marie Halna du Fretay                                                                |
|                                          | 1866    | Aimé Halna du Fretay         |           | Fils d'Aimé Halna du Fretay, maire entre 1817 et 1830. Conseiller général à partir du 1er août 1852  |
|                                          |         |                              |           | |
| 1871                                     | 1888    | Auguste Halna du Fretay      |           | Autre fils d'Aimé Halna du Fretay, maire entre 1817 et 1830                                          |
| 1888                                     | 1892    | Jean-Guillaume Poulhazan     |           | Il avait été maire de Primelin entre 1866 et 1869.                                                   |
| 1893                                     | 1908    | Charles Halna du Fretay      |           | Fils d'Auguste Halna du Fretay.                                                                      |
| 1908                                     | 1917    | Jean Andro                   |           | Négociant.                                                                                           |
| 1919                                     | 1919    | Hervé Duval                  |           | Commis.                                                                                              |
| 1920                                     | 1944    | François Halna du Fretay     |           | Fils de Charles Halna du Fretay. sénateur                                                            |
| 1944                                     | 1945    | Jean Querné                  |           | |
| Les données manquantes sont à compléter. |         |                              |           | |

## Démographie
La commune de Ploaré avait 1 504 habitants lors du premier recensement survenu en 1793 ; après une légère baisse en 1800 (1 445 habitants), la commune voit sa population augmenter régulièrement tout au long du XIXe siècle (1 867 habitants en 1821, 2 095 en 1841, 2 444 en 1861, 2 858 en 1881, 3 625 en 1896), siècle pendant lequel sa population augmente de 150 % ; la commune est alors un faubourg de Douarnenez et profite de l'essor économique des activités liées à la pêche et aux conserveries dans cette ville. La crise sardinière des premières années du XXe siècle provoque un déclin démographique temporaire (3 048 habitants en 1901 ; la population baisse jusqu'à 2 858 habitants en 1926) ; il faut attendre la décennie 1930 pour voir la population recommencer à augmenter (3 069 habitants en 1931, 4013 en 1936). La fusion de la commune avec celles de Douarnenez, Tréboul et Pouldavid-sur-Mer survenue en 1945 interrompt les statistiques des recensements propres à cette commune.

## Monuments et sites

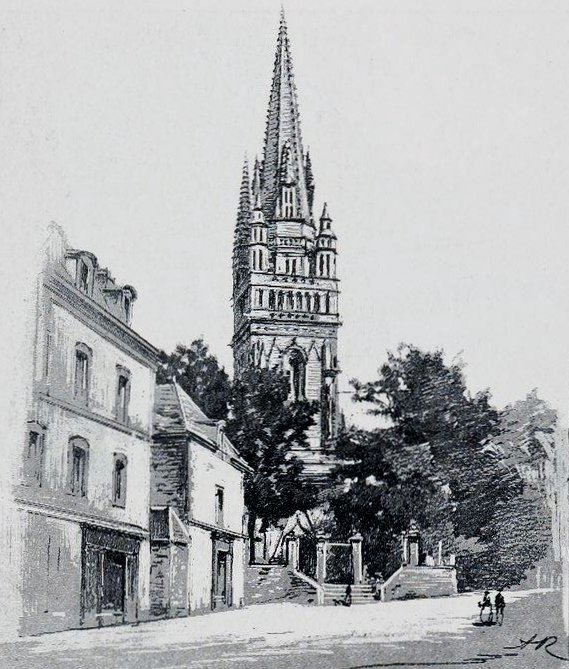
L'église paroissiale de Ploaré avant 1903 (dessin de A. Karl).

- L'église Saint-Herlé (ou saint Erle) remonte aux XVIe et XVIIe siècles. Elle est dominée par une belle tour flamboyante et Renaissance, haute de 55 mètres, dont la flèche à crochets est cantonnée de quatre clochetons (deux gothiques et deux Renaissance). La façade est flanquée de contreforts gothiques surmontés de pinacles, tandis que les contreforts du transept et de l'abside sont couronnés de lanternons Renaissance. Dans le cimetière est enterré René Laënnec.

- Le site des Plomarc'h, ancien établissement gallo-romain de fabrication de garum

- Le monument aux morts de la Première Guerre mondiale  à Ploaré est dû aux ciseaux d'Armel Beaufils et a été édifié en 1922 par l'architecte Charles Chaussepied. Il porte les noms de 122 soldats originaires de Ploaré morts pour la France pendant la Première guerre mondiale[30].

## Personnalités
- Michel Marie Alexandre Laennec ou Laënnec (né le 27 septembre 1714 à Ploaré, mort le 30 octobre 1782 à Quimper), seigneur de Kerlouannec et de Kerourain[43], personnalité quimpéroise des années 1760-1770 : avocat au Parlement de Bretagne et Conseiller du roi, sénéchal de Locmaria, maire de Quimper de 1763 à 1765, marié le 5 septembre 1746 à Quimper-Saint-Julien avec Jeanne Catherine Huchet (1724-1753).
  - Leur fils Guillaume François Laennec, né le 11 novembre 1748 à Quimper et mort le 8 février 1822 à Nantes, où il occupa le poste de médecin-chef à l'Hôtel-Dieu, ainsi que celui de directeur de l'école de médecine de la ville[44]. En 1784, il prit en charge l'éducation de son neveu de Quimper, René Laennec ; de 1795 à 1801, il lui procura un poste dans un hôpital militaire, avant qu'il parte poursuivre ses études à Paris.
  - Leur autre fils Théophile-Marie Laennec (né le 16 juillet 1747 à Quimper, mort le 17 février 1836 à Saint-Brieuc), fut avocat et procureur du roi à Quimper. Il se maria le 17 avril 1780 à Quimper avec Michelle Guesdon (1754-1786).
    - Leur fils René Laennec (1781-1826), médecin célèbre et inventeur du stéthoscope.
- Jean-Marie Le Bris (1817-1872), pionnier de l'aviation.
- Jean-Marie Villard (1828-1899), peintre.
- Yves-René Scordia, boulanger à Douarnenez, mais né à Ploaré, fut l'inventeur du kouign-amann car, vers 1860, manquant de farine, il ajouta davantage de beurre dans sa préparation de gâteau.
- Abel Villard (1871-1969), peintre et industriel, créateur des confitures Villard.
- Noël Roquevert (18 décembre 1892 - 6 novembre 1973), acteur, enterré au cimetière de Ploaré.
- Corentin Celton (né le 18 juillet 1901 à Ploaré), syndicaliste dans le milieu hospitalier, fut résistant communiste pendant la Seconde Guerre mondiale. Incarcéré dans les prisons de Clairvaux, puis de Fresnes, il fut fusillé le 29 décembre 1943 au Mont Valérien. Son nom a été donné à un hôpital parisien ainsi qu'à une station de métro de cette ville.
- Hippolyte Halna du Fretay (1819-1893) à Ploaré, officier général de Marine.
- Louis-Marie Désiré-Lucas (1869-1949) passa ses 10 dernières années au manoir de Kerbervet.
- Jakez Riou (1899-1937), journaliste et écrivain en langue bretonne.
- Jean Marin (1909-1995), journaliste et résistant français, « voix de la France » de la célèbre émission Les Français parlent aux Français.
- René Quéré (1932-2021), peintre et céramiste, né à Ploaré.

## Romans
- Mélanie Waldor (1796-1871) : Jeannette (roman, 1861)[45].

## Musique
- Charles-Marie Widor, dans le ballet La Korrigane, représente des paysannes bretonnes en costume de fête. Dans les représentations qui se tinrent à l'Opéra en 1880, des paysannes de Ploaré étaient représentées, en costumes rouges, brodés d'or[46].

## Chanson
- Une gwerz intitulée Le retour d'Angleterre, qui parle d'Alain Fergent qui accompagna Guillaume le Conquérant lors de la conquête de l'Angleterre en 1066, évoque Ploaré (Plouaré) : elle fut initialement présentée comme datant du XIe siècle avant que l'on ne découvre qu'il s'agit d'un pastiche d'une gwerz de Silvestrik, un paysan ménétrier du XVIIIe siècle[47].

## Sculpture
- Armel Beaufils : Le pardon de Ploaré (statuette en ébène)[48].